# Schwedischer Krimipreis

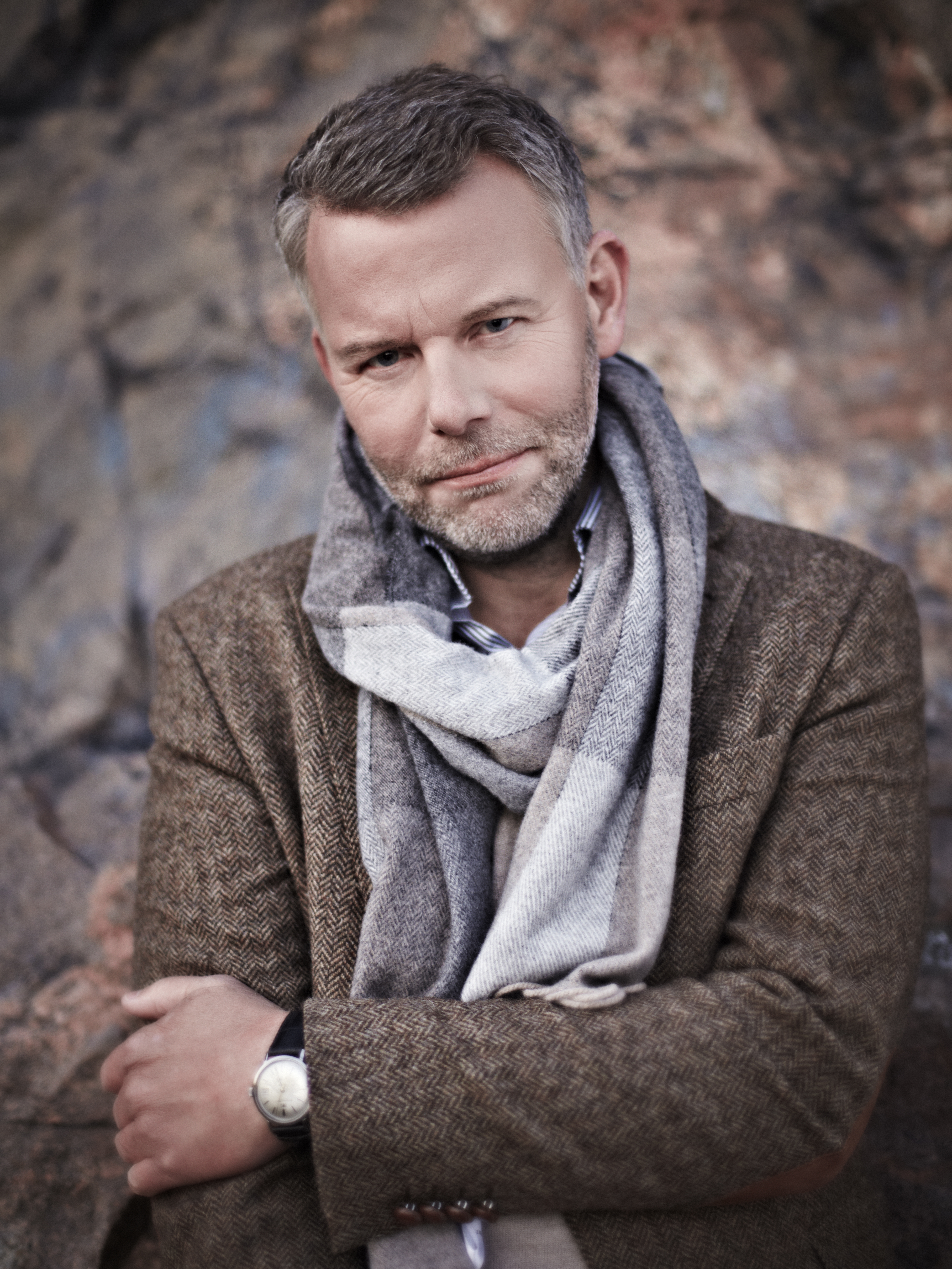
Arne Dahl
2011 Preisträger in der Kategorie Bester schwedischer Kriminalroman

Der Schwedische Krimipreis (Original: Svenska Deckarakademins pris) ist ein renommierter Literaturpreis für Kriminalliteratur. Er wird seit 1971 jährlich von der von 13 schwedischen Autoren gegründeten Svenska Deckarakademin (engl.: Swedish Crime Writers' Academy, auch: Swedish Academy for Detection) in verschiedenen Kategorien (The Martin Beck Award, Bästa svenska kriminalroman, Bästa svenska debut, Grand Master u. a.) verliehen. Während zunächst nur internationale Schriftsteller, deren Romane in schwedischer Sprache erschienen waren, mit dem Preis bedacht wurden, gibt es seit 1982 auch eine Auszeichnung für den besten Kriminalroman eines schwedischen Autors oder einer schwedischen Autorin. Hintergrund der Einführung eines nationalen Preises war die Animation durch den internationalen Kongress der Kriminalschriftsteller (IAEP/IACW-Conference) 1981 in Stockholm. Der internationale Preis wurde 1996 zunächst in The Martin Beck Award umbenannt. Pate dafür stand der aus den Romanen von Maj Sjöwall & Per Wahlöö bekannte Kommissar Martin Beck. Seit 2009 heißt die Auszeichnung Den Gyllene Kofoten (dt. Die goldene Brechstange).

## Kategorien
| Kategorie                                                 | Schwedischer Originaltitel  | seit bzw. von – bis |
| --------------------------------------------------------- | --------------------------- | ------------------- |
| Bester ins Schwedische übersetzter Kriminalroman          | Den Gyllene Kofoten         | 1971                |
| Bester schwedischer Kriminalroman                         | Bästa svenska kriminalroman | 1981                |
| Bester schwedischer Erstlingsroman                        | Bästa svenska Debut         | 1971                |
| Auszeichnung für das Lebenswerk                           | Grand Master                | 1972                |
| Besondere Ehrung für Verdienste in der Kriminalliteratur  | Special Grand Master        | 1981                |
| Bester Krimi für ein jugendliches Publikum                | Spåhunden (Bluthund)        | 2002                |
| Beste Krimibuchserie für Kinder und Jugendliche           | Barn- & ungdomsdeckare      | 1976–1980           |
| Bestes Sachbuch über Verbrechen und Verbrechensverfolgung | Bästa faktabok              | 1978                |
| Auszeichnung für hervorragende Übersetzungen              | Berömvärd översättargärning | 1978                |
| Spezialpreis                                              | Specialpriser               | 2003                |

## Preisträger

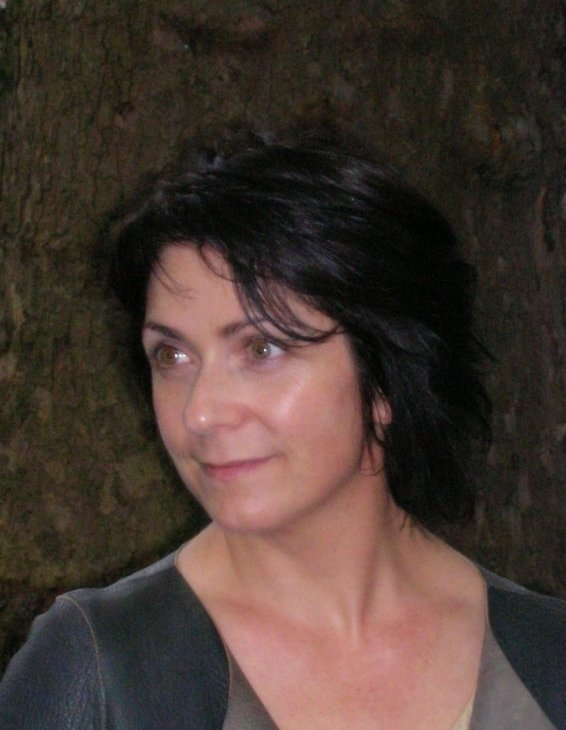
Denise Mina
2011 Preisträgerin des besten ins Schwedische übersetzten Kriminalromans

(Alle Verlags- und Jahresangaben beziehen sich auf die Original- bzw. deutschen Erstausgaben)

### Bester ins Schwedische übersetzter Kriminalroman – Den Gyllene Kofoten
| Jahr                                         | Preisträger Nationalität                | Schwedischer Titel Verlag, Ort Jahr                       | Originaltitel Verlag, Ort Jahr                                              | Deutscher Titel Verlag, Ort Jahr                                                      |
| -------------------------------------------- | --------------------------------------- | --------------------------------------------------------- | --------------------------------------------------------------------------- | ------------------------------------------------------------------------------------- |
| Svenska Deckarakademins pris – international |                                         |                                                           |                                                                             |                                                                                       |
| 1971                                         | Julian Symons England                   | Den 31 februari Bra böcker, Höganäs 1970                  | The 31st of February Gollancz, London 1950                                  | Der 31. Februar Rowohlt, Reinbek 1989                                                 |
| 1972                                         | Frederick Forsyth England               | Schakalen Albert Bonnier, Stockholm 1972                  | The Day of Jackal Hutchinson, London 1971                                   | Der Schakal Piper, München 1972                                                       |
| 1973                                         | Richard Neely Vereinigte Staaten        | Min vän Walter Forum, Stockholm 1973                      | The Walter Syndrome McCall, New York 1970                                   | Der Mörder und sein Schatten Droemer-Knaur, München 1973                              |
| 1974                                         | Francis Iles England                    | Brottslig avsikt Askild & Kärnekull, Stockholm 1974       | Malice Aforethought. The Story of a Commonplace Crime Mundanus, London 1931 | Vorsätzlich. Die Geschichte eines gewöhnlichen Verbrechens Nest-Verlag, Nürnberg 1949 |
| 1975                                         | Cornell Woolrich Vereinigte Staaten     | Hämndens ögonblick Spektra, Halmstad 1975                 | Rendezvous in Black Rinehart, New York 1948                                 | Die Tote vom 31. Mai Heyne, München 1970                                              |
| 1976                                         | John Franklin Bardin Vereinigte Staaten | Dimstråk Spektra, Halmstad 1976                           | The Last of Philip Banter Dodd, Mead, & Co., New York 1947                  | Geständnis auf Raten Edition Bergh, CH-Unterägeri 1980                                |
| 1976                                         | John Franklin Bardin Vereinigte Staaten | Dimstråk Spektra, Halmstad 1976                           | Devil Take the Blue-Tail Fly Gollancz, London 1948                          | Die Bärengrube Edition Bergh, CH-Unterägeri 1980                                      |
| 1977                                         | Leslie Thomas Wales                     | Flickan på kyrkogården Askild & Kärnekull, Stockholm 1977 | Dangerous Davies, the Last Detective Eyre Methuen, London 1976              | Dangerous Davies, der letzte Detektiv DuMont, Köln 1991                               |
| 1978                                         | Anthony Price England                   | Blindgångarna Askild & Kärnekull, Stockholm 1977          | Other Paths to Glory Gollancz, London 1974                                  | Umwege zum Ruhm Wunderlich, Tübingen 1977                                             |
| 1979                                         | Brian Garfield Vereinigte Staaten       | Med samma mynt Forum, Stockholm 1979                      | Recoil William Morrow, New York 1977                                        | Nicht aktenkundig Droemer-Knaur, München 1979                                         |
| 1980                                         | Ruth Rendell England                    | Drömmar till döds Askild & Kärnekull, Stockholm 1980      | Make Death Love Me Hutchinson, London 1979                                  | Mancher Traum hat kein Erwachen Ullstein, Frankfurt/M. 1980                           |
| 1981                                         | Sébastien Japrisot Frankreich           | Vedergällningen AWE/Geber, Stockholm 1981                 | L’été meurtrier Denoël, Paris 1977                                          | Blutiger Sommer Rowohlt, Reinbek 1979                                                 |
| 1982                                         | Margaret Yorke England                  | En känsla av fruktan Tiden, Stockholm 1982                | The Scent of Fear Hutchinson, London 1980                                   | In Nacht und Grauen Scherz, Bern u. a. 1982                                           |
| 1983                                         | Pierre Magnan Frankreich                | Guldsvampen Bra böcker, Höganäs 1983                      | Le Commissaire dans la truffière Fayard, Paris 1978                         | Laviolette auf Trüffelsuche Scherz, Bern u. a. 2002                                   |
| 1984                                         | Len Deighton England                    | Byte i Berlin Norstedt, Stockholm 1984                    | Berlin Game Hutchinson, London 1983                                         | Brahms vier Ullstein, Frankfurt/M. 1984                                               |
| 1985                                         | Elmore Leonard Vereinigte Staaten       | LaBrava Wahlström & Widstrand, Stockholm 1985             | LaBrava Arbor House, New York 1983                                          | LaBrava Heyne, München 1986                                                           |
| 1986                                         | John le Carré England                   | En perfekt spion Albert Bonnier, Stockholm 1986           | A Perfect Spy Hodder & Stoughton, London 1986                               | Ein blendender Spion Kiepenheuer & Witsch, Köln 1986                                  |
| 1987                                         | Matti Y. Joensuu Finnland               | Plågoandarna Alba, Stockholm 1987                         | Harjunpää ja kiusantekijät Otava, Helsinki 1986                             | Blinder Neid btb, München 2002                                                        |
| 1988                                         | Scott Turow Vereinigte Staaten          | Misstänkt Albert Bonnier, Stockholm 1987                  | Presumed Innocent Farrar, Straus, Giroux, New York 1987                     | Aus Mangel an Beweisen Droemer-Knaur, München 1988                                    |
| 1989                                         | Anders Bodelsen Dänemark                | Mörkläggning Wahlström & Widstrand, Stockholm 1989        | Mørklægning Gyldendal, Kopenhagen 1988                                      | Verdunkelung Rowohlt, Reinbek 1990                                                    |
| 1990                                         | Ross Thomas Vereinigte Staaten          | Kinesens chans Bra böcker, Höganäs 1980                   | Chinaman’s Chance Simon & Schuster, New York 1978                           | Umweg zur Hölle Ullstein, Frankfurt/M. 1984                                           |
| 1991                                         | Doris Gercke Deutschland                | Du skrattade, du ska dö Skriftställarna, Lund 1991        | Weinschröter, du musst hängen Edition Galgenberg, Hamburg 1988              | Weinschröter, du musst hängen Edition Galgenberg, Hamburg 1988                        |
| 1992                                         | Manuel Vázquez Montalbán Spanien        | Döden i Barcelona Forum, Stockholm 1992                   | Los mares del Sur Planeta, Barcelona 1979                                   | Die Meere des Südens Piper, München 2001                                              |
| 1993                                         | Tim Krabbé Niederlande                  | De försvunna Trevi, Stockholm 1993                        | Het gouden ei Bert Bakker, Amsterdam 1984                                   | Das goldene Ei Volksblatt Verlag, Köln 1992                                           |
| 1994                                         | Maarten ’t Hart Niederlande             | Om så hela världen rasar Atlantis, Stockholm 1994         | Het woeden der gehele wereld Arbeiderspers, Amsterdam 1993                  | Das Wüten der ganzen Welt Arche, Zürich 1997                                          |
| 1995                                         | Scott Smith Vereinigte Staaten          | En enkel plan Albert Bonnier, Stockholm 1995              | A Simple Plan Alfred A. Knopf, New York 1993                                | Ein ganz einfacher Plan Blanvalet, München 1994                                       |
| The Martin Beck Award                        |                                         |                                                           |                                                                             |                                                                                       |
| 1996                                         | David Guterson Vereinigte Staaten       | Snö faller på cederträden Norstedt, Stockholm 1996        | Snow Falling on Cedars Harcourt Brace, New York 1994                        | Schnee, der auf Zedern fällt Berlin-Verlag, Berlin 1995                               |
| 1997                                         | Barry Unsworth England                  | Döden och gycklarna Natur & Kultur, Stockholm 1997        | Morality Play Hamish Hamilton, London 1995                                  | Die Masken der Wahrheit G. Lübbe, Bergisch Gladbach 1997                              |
| 1998                                         | Mary Willis Walker Vereinigte Staaten   | Under skalbaggens bo Forum, Stockholm 1998                | Under the Beetle's Cellar Doubleday, New York 1995                          | Unter des Käfers Keller C. Bertelsmann, München 1996                                  |
| 1999                                         | Iain Pears England                      | Den fjärde sanningen Bromberg, Stockholm 1999             | An Instance of the Fingerpost Jonthan Cape, London 1997                     | Das Urteil am Kreuzweg Diana, München 1998                                            |
| 2000                                         | Thomas H. Cook Vereinigte Staaten       | Den svarta tjärnen Forum, Stockholm 2000                  | The Chatham School Affair Bantam Books, New York 1996                       | Wer das Dunkel erblickt Bastei Lübbe, Bergisch Gladbach 1999                          |
| 2001                                         | Peter Robinson England                  | En ovanligt torr sommar Minotaur, Malmö 2001              | In a Dry Season Avon Twilight, New York 1999                                | In einem heißen Sommer Ullstein, München 2001                                         |
| 2002                                         | Karin Fossum Norwegen                   | Svarta sekunder Forum, Stockholm 2002                     | Svarte sekunder Cappelen, Oslo 2002                                         | Schwarze Sekunden Piper, München 2003                                                 |
| 2003                                         | Ben Elton England                       | Dödskänd Forum, Stockholm 2003                            | Dead Famous Bantam, London 2001                                             | Tödlicher Ruhm Goldmann, München 2003                                                 |
| 2004                                         | Alexander McCall Smith Simbabwe         | Damernas detektivbyrå Richter, Malmö 2004                 | The Number One Ladies' Detective Agency Polygon, Edinburgh 1998             | Ein Krokodil für Mma Ramotswe Nymphenburger, München 2001                             |
| 2005                                         | Arnaldur Indriðason Island              | Änglarösten Prisma, Stockholm 2005                        | Röddin Vaka-Helgafell, Reykjavík 2002                                       | Engelsstimme Edition Lübbe, Bergisch Gladbach 2004                                    |
| 2006                                         | Philippe Claudel Frankreich             | Grå själar Norstedt, Stockholm 2006                       | Les Âmes Grises Stock, Paris 2003                                           | Die grauen Seelen Rowohlt, Reinbek 2004                                               |
| 2007                                         | Thomas H. Cook Vereinigte Staaten       | Där tvivlet gror av Wahlström & Widstrand, Stockholm 2007 | Red Leaves Harcourt, San Diego 2005                                         | Das Gift des Zweifels Knaur, München 2007                                             |
| 2008                                         | Andrea Maria Schenkel Deutschland       | Mordbyn Ersatz, Stockholm 2008                            | Tannöd Nautilus, Hamburg, 2006                                              | Tannöd Nautilus, Hamburg, 2006                                                        |
| Den Gyllene Kofoten                          |                                         |                                                           |                                                                             |                                                                                       |
| 2009                                         | Andrew Taylor England                   | Det blödande hjärtat Forum, Stockholm 2009                | Bleeding Heart Square Penguin Books, London 2009                            | Das tote Herz Goldmann, München 2009                                                  |
| 2010                                         | Deon Meyer Südafrika                    | Devils Peak Weyler, Stockholm 2010                        | Devil's Peak Hodder & Stoughton, London 2007                                | Der Atem des Jägers Rütten & Loening, Berlin 2007                                     |
| 2011                                         | Denise Mina Schottland                  | Getingsommar Minotaur, Stockholm 2011                     | The End of the Wasp Season Orion Books, London 2011                         | Blinde Wut Heyne, München 2011                                                        |
| 2012                                         | Peter Robinson England                  | En förgiftad man Minotaur, Stockholm 2012                 | Before the Poison Hodder & Stoughton, London 2012                           |                                                                                       |
| 2013                                         | Dror Mishani Israel                     | Utsuddade spår Brombergs, Stockholm 2013                  | Tik ne’edar Keter, Jerusalem 2011                                           | Vermisst Zsolnay, Wien 2013                                                           |
| 2014                                         | Jørn Lier Horst Norwegen                | Jakthundarna Lind & co, Stockholm 2014                    | Jakthundene Gyldendal, Oslo 2012                                            | Jagdhunde Grafit, Dortmund 2013                                                       |
| 2015                                         | Nic Pizzolatto Vereinigte Staaten       | Galveston Kalla kulor förlag, Stockholm 2015              | Galveston Scribner, New York 2010                                           | Galveston Walde + Graf, Berlin 2014                                                   |
| 2016                                         | Ray Celestin England                    | Yxmannen Kalla kulor/Southside stories, Stockholm 2016    | The Axeman’s Jazz Mantle, Croyden/London 2014                               | Höllenjazz in New Orleans Piper, München 2018                                         |
| 2017                                         | Ane Riel Dänemark                       | Kåda Modernista, Stockholm 2017                           | Harpiks Tiderne Skifter, Kopenhagen 2015                                    | Harz btb, München 2019                                                                |
| 2018                                         | Thomas Mullen Vereinigte Staaten        | Darktown Historiska Media, Lund 2018                      | Darktown 37 Ink/Atria Books, New York 2016                                  | Darktown DuMont, Köln 2018                                                            |
| 2019                                         | Jane Harper Vereinigte Staaten          | En förlorad man Forum, Stockholm 2020                     | The Lost Man Flatiron Books, New York 2019                                  | Zu Staub Rowohlt Polaris, Hamburg 2019                                                |
| 2020                                         | Deon Meyer Südafrika                    | Villebråd Weyler Förlag, Oslo 2020                        | Prooi Human & Rosseau, Kapstadt 2018                                        | Beute Rütten & Loening, Berlin 2020                                                   |
| 2021                                         | Musso, Guillaume Frankreich             | Återträffen Bökforlaget Nona, Göteborg 2021               | La jeune fille et la nuit Calmann-Lévy, Paris 2020                          | Die junge Frau und die Nacht Pendo, München 2019                                      |

### Bester schwedischer Kriminalroman – Bästa svenska kriminalroman

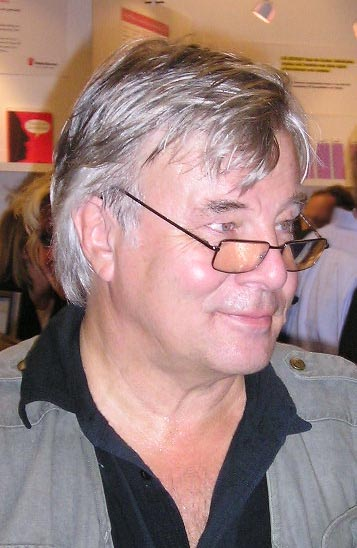
Jan Guillou
1988 Preisträger in der Kategorie Bester schwedischer Kriminalroman

| Jahr | Preisträger                      | Originaltitel Verlag, Ort Jahr                                | Deutscher Titel Verlag, Ort Jahr                                   |
| ---- | -------------------------------- | ------------------------------------------------------------- | ------------------------------------------------------------------ |
| 1982 | Leif G. W. Persson               | Samhällsbärarna Forum, Stockholm 1971                         | In guter Gesellschaft btb, München 2005                            |
| 1983 | Ulf Durling                      | Lugnet efter stormen Forum, Stockholm 1983                    |                                                                    |
| 1984 | Staffan Westerlund               | Svärtornas år Carlsson, Stockholm 1984                        |                                                                    |
| 1985 | Jean Bolinder                    | För älskarns och mördarns skull Bra Böcker, Malmö 1985        |                                                                    |
| 1986 | Staffan Westerlund               | Större än sanningen Carlsson, Stockholm 1986                  |                                                                    |
| 1987 | Olov Svedelid                    | Barnarov Forum, Stockholm 1987                                |                                                                    |
| 1988 | Jan Guillou                      | I nationens intresse Norstedt, Stockholm 1988                 | Im Interesse der Nation Piper, München 1992                        |
| 1989 | Kjell-Olof Bornemark             | Skyldig utan skuld Norstedt, Stockholm 1989                   | Schuldlos schuldig Knaur, München 1992                             |
| 1990 | Jean Bolinder                    | Dödisgropen Carlsson, Stockholm 1990                          |                                                                    |
| 1991 | Henning Mankell                  | Mördare utan ansikte Ordfront, Stockholm 1991                 | Mörder ohne Gesicht edition q, Berlin 1993                         |
| 1992 | Gösta Unefäldt                   | Polisen och mordet i stadshuset Carlsson, Stockholm 1992      |                                                                    |
| 1993 | Kerstin Ekman                    | Händelser vid vatten Albert Bonnier, Stockholm 1993           | Geschehnisse am Wasser Neuer Malik Verlag, Kiel 1995               |
| 1994 | Håkan Nesser                     | Borkmanns punkt Albert Bonnier, Stockholm 1994                | Das vierte Opfer btb, München 1999                                 |
| 1995 | Henning Mankell                  | Villospår Ordfront, Stockholm 1995                            | Die falsche Fährte Zsolnay, Wien 1999                              |
| 1996 | Håkan Nesser                     | Kvinna med födelsemärke Albert Bonnier, Stockholm 1996        | Die Frau mit dem Muttermal btb, München 1998                       |
| 1997 | Åke Edwardson                    | Dans med en ängel Norstedt, Stockholm 1997                    | Tanz mit dem Engel Econ & List, München 1999                       |
| 1998 | Inger Frimansson                 | God natt min älskade Prisma, Stockholm 1998                   | Gute Nacht, mein Geliebter btb, München 2002                       |
| 1999 | Sven Westerberg                  | Guds fruktansvärda frånvaro Tre Böcker, Göteborg 1999         | In einer verschneiten Nacht List, München 2004                     |
| 2000 | Aino Trosell                     | Om hjärtat ännu slår Prisma, Stockholm 2000                   | Solange das Herz noch schlägt Bastei Lübbe, Bergisch Gladbach 2006 |
| 2001 | Åke Edwardson                    | Himlen är en plats på jorden Norstedt, Stockholm 2001         | Der Himmel auf Erden Claassen, München 2002                        |
| 2002 | Kjell Eriksson                   | Prinsessan av Burundi Ordfront, Stockholm 2002                | Der Tote im Schnee Kiepenheuer, Leipzig 2003                       |
| 2003 | Leif G. W. Persson               | En annan tid, ett annat liv Piratförlaget, Stockholm 2003     | Eine andere Zeit, ein anderes Leben btb, München 2006              |
| 2004 | Åsa Larsson                      | Det blod som spillts Albert Bonnier, Stockholm 2004           | Weisse Nacht C. Bertelsmann, München 2007                          |
| 2005 | Inger Frimansson                 | Skuggan i vattnet Norstedt, Stockholm 2005                    | Der Schatten im Wasser btb, München 2007                           |
| 2006 | Stieg Larsson                    | Flickan som lekte med elden Norstedt, Stockholm 2006          | Verdammnis Heyne, München 2007                                     |
| 2007 | Håkan Nesser                     | En helt annan historia Albert Bonnier, Stockholm 2007         | Eine ganz andere Geschichte btb, München 08/2008                   |
| 2008 | Johan Theorin                    | Nattfåk Wahlström & Widstrand, Stockholm 2008                 | Nebelsturm Piper, München 2009                                     |
| 2009 | Anders Roslund & Börge Hellström | Tre sekunder Piratförlaget, Stockholm 2009                    | Drei Sekunden Scherz, Frankfurt/M. 2010                            |
| 2010 | Leif G. W. Persson               | Den döende detektiven Albert Bonnier, Stockholm 2010          | Der sterbende Detektiv btb, München 2011                           |
| 2011 | Arne Dahl                        | Viskleken Albert Bonnier, Stockholm 2011                      | Gier Piper, München 2012                                           |
| 2012 | Åsa Larsson                      | Till offer åt Molok Albert Bonnier, Stockholm 2011            | Denn die Gier wird euch verderben C. Bertelsmann, München 2012     |
| 2013 | Christoffer Carlsson             | Den osynlige mannen från Salem Piratförlaget, Stockholm 2012  | Der Turm der toten Seelen C. Bertelsmann, München 2015             |
| 2014 | Tove Alsterdal                   | Låt mig ta din hand Lind & Co., Stockholm 2014                | Die Verschwundenen von Jakobsberg Bastei Lübbe, Köln 2016          |
| 2015 | Anders de la Motte               | Ultimatum Forum, Stockholm 2015                               |                                                                    |
| 2016 | Malin Persson Giolito            | Störst av allt Wahlström & Widstrand, Stockholm 2016          | Im Traum kannst du nicht lügen Lübbe, Köln 2017                    |
| 2017 | Camilla Grebe                    | Husdjuret Wahlström & Widstrand, Stockholm 2017               | Tagebuch meines Verschwindens btb, München 2019                    |
| 2018 | Stina Jackson                    | Silvervägen Albert Bonnier, Stockholm 2018                    | Dunkelsommer Goldmann, München 2019                                |
| 2019 | Camilla Grebe                    | Skuggjägaren Wahlström & Widstrand, Stockholm 2019            |                                                                    |
| 2020 | Tove Alsterdal                   | Rotvälta Lind & Co., Stockholm 2020                           | Sturmrot Rowohlt, Hamburg 2022                                     |
| 2021 | Åsa Larsson                      | Fädernas missgärningar Albert Bonniers förlag, Stockholm 2021 | Wer ohne Sünde ist C. Bertelsmann, München 2022                    |
| 2022 | Sara Strömberg                   | Skred Modernista förlag, Stockholm 2022                       |                                                                    |
| 2023 | Christoffer Carlsson             | Levande och dödar Albert Bonniers förlag, Stockholm 2023      | Wenn die Nacht endet Rowohlt, Hamburg 2024                         |

### Bester schwedischer Erstlingsroman – Bästa svenska Debut
(unregelmäßige Verleihung)
| Jahr                | Preisträger                      | Originaltitel Verlag, Ort Jahr                               | Deutscher Titel Verlag, Ort Jahr                                  |
| ------------------- | -------------------------------- | ------------------------------------------------------------ | ----------------------------------------------------------------- |
| 1971                | Ulf Durling                      | Gammal ost Forum, Stockholm 1971                             | Nach dem Essen sollst du ruhen Diogenes, Zürich 1996              |
| 1974                | Valter Unefäldt                  | Råttan på repet                                              |                                                                   |
| 1976                | Tomas Arvidsson                  | Enkelstöten Bra Böcker, Malmö 1976                           |                                                                   |
| 1982                | Kjell-Olof Bornemark             | Legat till en trolös Norstedt, Stockholm 1982                |                                                                   |
| 1984                | Bobi Sourander                   | Ett kilo diamanter Albert Bonnier, Stockholm 1984            |                                                                   |
| 1985                | Mats Tormod                      | Movie Författarförlaget, Stockholm 1985                      |                                                                   |
| 1990                | Hans Lamborn                     | Den röda slöjan Albert Bonnier, Stockholm 1990               |                                                                   |
| 1990                | Gunnar Ohrlander                 | Downwind Wiken, Höganäs 1990                                 |                                                                   |
| 1991                | Olle Häger                       | Bandyspelaren som försvann i Gambia Carlsson, Stockholm 1991 |                                                                   |
| 1993                | Håkan Nesser                     | Det grovmaskiga nätet Albert Bonnier, Stockholm 1993         | Das grobmaschige Netz btb, München 1999                           |
| 1995                | Åke Edwardson                    | Till allt som varit dött Norstedt, Stockholm 1995            | Allem, was gestorben war List, München 2003                       |
| 1997                | Lennart Lundmark                 | Den motsträvige kommissarien Rabén Prisma, Stockholm 1997    |                                                                   |
| 1998                | Liza Marklund                    | Sprängaren Ordupplaget, Stockholm 1998                       | Olympisches Feuer Hoffmann & Campe, Hamburg 2000                  |
| 1999                | Kjell Eriksson                   | Den upplysta stigen Lindelöw, Göteborg 1999                  |                                                                   |
| 2001                | Eva-Marie Liffner                | Camera Natur & Kultur, Stockholm 2001                        | Camera Reclam, Leipzig 2003                                       |
| 2001                | Åke Smedberg                     | Försvinnanden Albert Bonnier, Stockholm 2001                 | Verschollen Goldmann, München 2002                                |
| 2002                | Tove Klackenberg                 | Påtaglig risk att skada Natur & Kultur, Stockholm 2002       |                                                                   |
| 2003                | Åsa Larsson                      | Solstorm Albert Bonnier, Stockholm 2003                      | Sonnensturm C. Bertelsmann, München 2005                          |
| 2006                | Karin Alfredsson                 | 80 grader från Varmvattnet Ordfront, Stockholm 2006          |                                                                   |
| 2007                | Johan Theorin                    | Skumtimmen Wahlström & Widstrand, Stockholm 2007             | Öland Piper, München 2008                                         |
| 2008                | Ingrid Hedström                  | Lärarinnan i Villette Alfabeta, Stockholm 2008               |                                                                   |
| Den Gyllene Kofoten |                                  |                                                              |                                                                   |
| 2009                | Olle Lönnaeus                    | Det som ska sonas Damm, Malmö 2009                           | Das fremde Kind Rowohlt, Reinbek 2011                             |
| 2010                | Anders de la Motte               | (Geim) Alfabeta, Stockholm 2010                              | Game Heyne, München 2011                                          |
| 2012                | Lars Pettersson (Schriftsteller) | Kautokeino, en blodig kniv Ordfront, Stockholm 2012          | Einsam und kalt ist der Tod Lübbe, Köln 2014                      |
| 2013                | Thomas Engström                  | Väster om friheten Albert Bonniers, Stockholm 2013           | West of liberty C. Bertelsmann, München 2019                      |
| 2015                | Sara Lövestam                    | Sanning med modifikation Piratförlaget, Stockholm 2015       | Die Wahrheit hinter der Lüge Rowohlt TB, Reinbek bei Hamburg 2016 |
| 2017                | Niklas Natt och Dag              | 1793 Forum, Stockholm 2017                                   | 1793 Piper, München 2019                                          |
| 2019                | Malin Thunberg Schunke           | Ett högre syfte Piratförlaget, Stockholm 2019                |                                                                   |
| 2020                | Maria Grund                      | Dödssynden Modernista, Stockholm 2020                        | Fuchsmädchen Penguin, München 2022                                |
| 2021                | Sara Strömberg                   | Sly Modernista, Stockholm 2021                               |                                                                   |

### Auszeichnung für das Lebenswerk – Grand Master

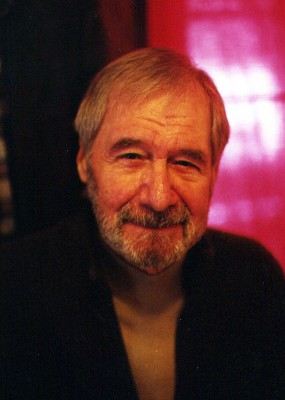
Ed McBain
„Grand Master“ 1976

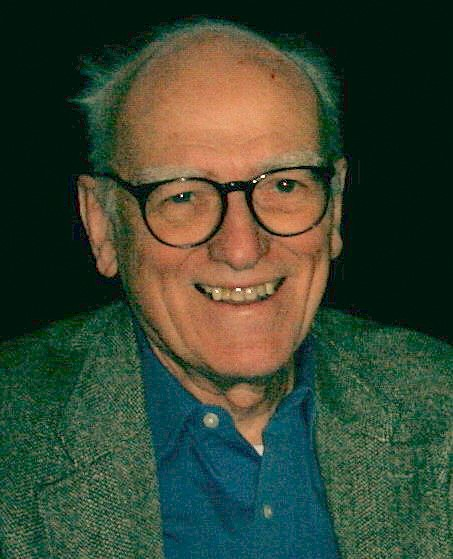
Donald E. Westlake
„Grand Master“ 2008

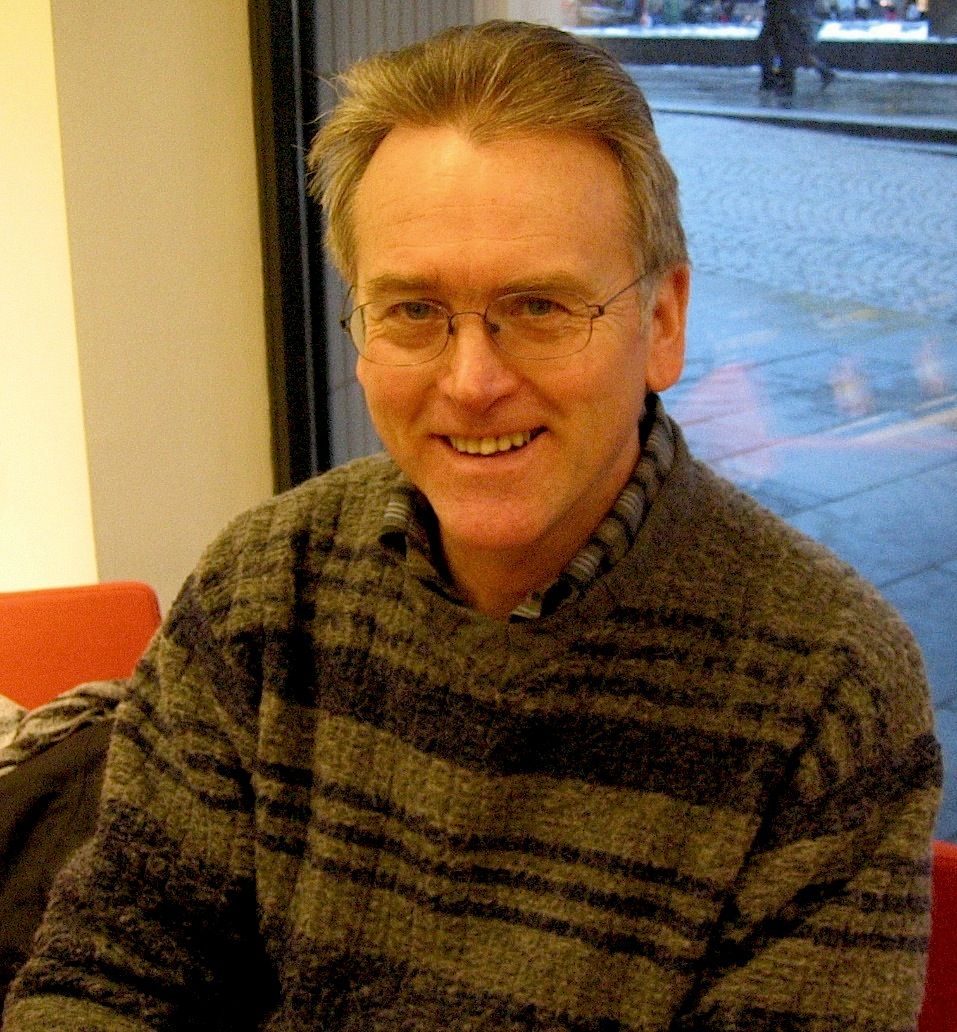
Gunnar Staalesen
„Grand Master“ 2015

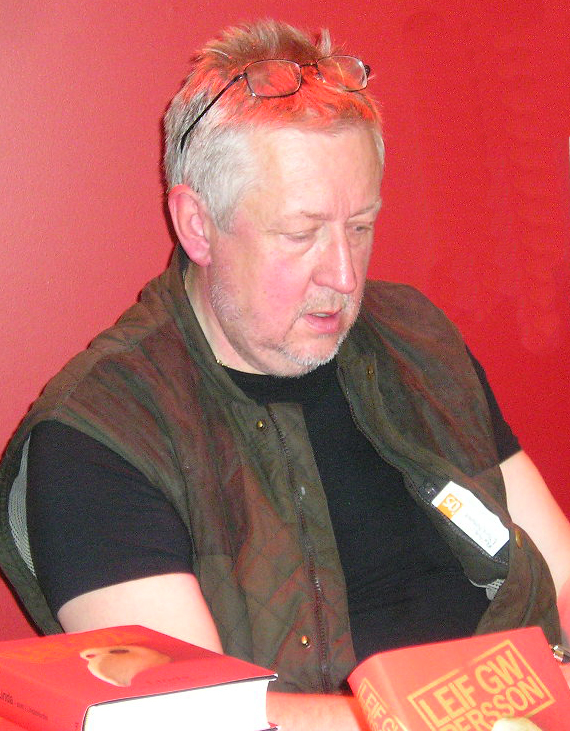
Leif GW Persson
„Grand Master“ 2018

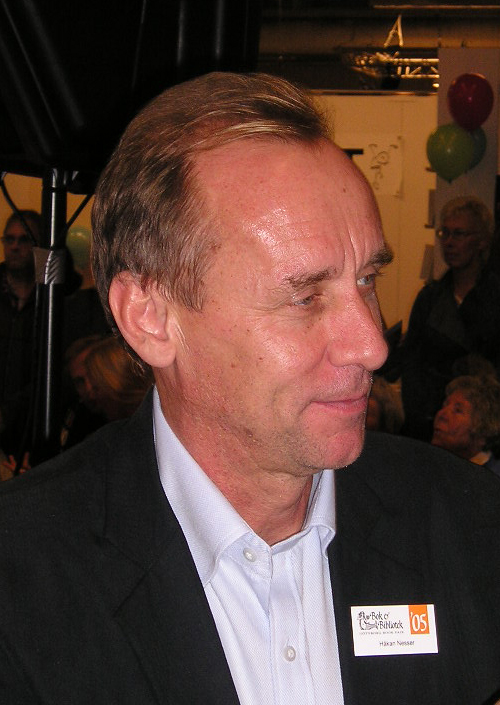
Håkan Nesser
„Grand Master“ 2022

(unregelmäßige Verleihung)
| Jahr | Preisträger        | Nationalität       |
| ---- | ------------------ | ------------------ |
| 1972 | Agatha Christie    | England            |
| 1972 | Ellery Queen       | Vereinigte Staaten |
| 1973 | John Dickson Carr  | Vereinigte Staaten |
| 1973 | Rex Stout          | Vereinigte Staaten |
| 1974 | Eric Ambler        | England            |
| 1974 | Georges Simenon    | Belgien            |
| 1975 | Michael Innes      | Schottland         |
| 1975 | Vic Suneson        | Schweden           |
| 1976 | Ross Macdonald     | Vereinigte Staaten |
| 1976 | Ed McBain          | Vereinigte Staaten |
| 1977 | Julian Symons      | England            |
| 1978 | Graham Greene      | England            |
| 1979 | Patricia Highsmith | Vereinigte Staaten |
| 1980 | W. R. Burnett      | Vereinigte Staaten |
| 1980 | Geoffrey Household | England            |
| 1981 | Bernhard Borge     | Norwegen           |
| 1981 | Christianna Brand  | Malaysia           |
| 1981 | Michael Gilbert    | England            |
| 1981 | Dorothy B. Hughes  | Vereinigte Staaten |
| 1981 | Hillary Waugh      | Vereinigte Staaten |
| 1982 | Jan Broberg        | Schweden           |
| 1986 | Allen J. Hubin     | Vereinigte Staaten |
| 1988 | Hammond Innes      | England            |
| 1989 | John le Carré      | England            |
| 1993 | Tony Hillerman     | Vereinigte Staaten |
| 1996 | P. D. James        | England            |
| 1996 | Ruth Rendell       | England            |
| 1997 | Jan Ekström        | Schweden           |
| 2000 | Colin Dexter       | England            |
| 2004 | Jenny Berthelius   | Schweden           |
| 2005 | Gösta Unefäldt     | Schweden           |
| 2007 | Olov Svedelid      | Schweden           |
| 2008 | Len Deighton       | England            |
| 2008 | Jan-Olof Ekholm    | Schweden           |
| 2008 | Donald Westlake    | Vereinigte Staaten |
| 2009 | K. Arne Blom       | Schweden           |
| 2009 | Peter Lovesey      | England            |
| 2010 | Sara Paretsky      | Vereinigte Staaten |
| 2010 | Ulf Durling        | Schweden           |
| 2011 | Reginald Hill      | England            |
| 2012 | Jean Bolinder      | Schweden           |
| 2015 | Gunnar Staalesen   | Norwegen           |
| 2018 | Leif GW Persson    | Schweden           |
| 2022 | Håkan Nesser       | Schweden           |

### Besondere Ehrung für Verdienste in der Kriminalliteratur – Special Grand Master
| Jahr | Preisträger  | Anmerkungen                                                                                              |
| ---- | ------------ | --- |
| 1981 | Ellery Queen | Pseudonym für Frederick Dannay (1905–1982) und Manfred B. Lee (1905–1971)                                |
| 2010 | Jan Broberg  | Schwedischer Kritiker, Schriftsteller, Literaturhistoriker; Gründungsmitglied der Svenska Deckarakademin |

### Bester Kriminalroman für ein jugendliches Publikum – Spårhunden (Spürhund)
Zwischen 2002 und 2008 wurde die Auszeichnung vom Jury-Magazin verliehen
| Jahr | Preisträger                              | Titel                           | Deutscher Titel                             |
| ---- | ---------------------------------------- | ------------------------------- | ------------------------------------------- |
| 2002 | Laura Trenter                            | Julian och Jim                  |                                             |
| 2003 | Magnus Nordin                            | Prinsessan och mördaren         |                                             |
| 2004 | Karin Holmlund                           | När ingen ser                   |                                             |
| 2005 | Martin Widmark und Helena Willis         | Tidningsmysteriet               | Das Zeitungsgeheimnis Überreuter, Wien 2011 |
| 2006 | Ritta Jacobsson                          | Afrodite och döden              | Todeswald Kosmos, Stuttgart 2011            |
| 2007 | Rose Lagercrantz und Rebecka Lagercrantz | Mysterium för utomjordingar     |                                             |
| 2008 | Martin Widmark und Katarina Strömgård    | Nåjdens sång                    |                                             |
| 2009 | Inger Frimansson                         | De starkare                     |                                             |
| 2010 | Magnus Ljunggren                         | VM-sommar                       |                                             |
| 2011 | Åsa Anderberg Strollo                    | Hoppas                          | Hoffnung Heyne, München 2013                |
| 2012 | Mårten Sandén                            | Fantomerna                      |                                             |
| 2013 | Ritta Jacobsson                          | Den eviga glömskans allé!       |                                             |
| 2014 | Mats Berggren                            | Onsdag kväll strax före         |                                             |
| 2015 | Jessica Schiefauer                       | När hundarna kommer             |                                             |
| 2016 | Christoffer Carlsson                     | Oktober är den kallaste månaden |                                             |
| 2017 | Elsie Petrén                             | Döden i Skuggmyra               |                                             |
| 2018 | Christina Wahldén                        | Falafelflickorna                |                                             |
| 2019 | Kjell Thorsson                           | Gastens öde                     |                                             |
| 2020 | Kalle Holmqvist                          | Det går en mördare lös          |                                             |

### Beste Krimibuchserie für Kinder und Jugendliche – Barn & ungsdomsdeckare
(nur von 1976 bis 1980, unregelmäßige Verleihung)
| Jahr | Preisträger/-in    | Buchserie       |
| ---- | ------------------ | --------------- |
| 1976 | Hans-Eric Hellberg | Dunder und Brak |
| 1977 | Astrid Lindgren    | Kalle Blomquist |
| 1978 | Nils-Olof Franzén  | Agaton Sax      |
| 1980 | Åke Holmberg       | Ture Sventon    |

### Bestes Sachbuch über Verbrechen und Verbrechensverfolgung – Bästa faktabok
(unregelmäßige Verleihung)
| Jahr | Preisträger/-in                 | Titel                                                                                           | Deutscher Titel                         |
| ---- | ------------------------------- | ----------------------------------------------------------------------------------------------- | --------------------------------------- |
| 1978 | Donald Rumbelow                 | Jack Uppskäraren. Fakta i mallet OT: The Complete Jack the Ripper                               |                                         |
| 1979 | Jan-Olof Ekholm/ Sven Sperlings | Mälarmördaren                                                                                   |                                         |
| 1981 | Jörn Svensson                   | Anna Johansdotters död                                                                          |                                         |
| 1985 | Hanna Olsson                    | Skulden                                                                                         |                                         |
| 1986 | Iwan Hedman-Morelius            | Kriminallitteratur på svenska 1749–1985                                                         |                                         |
| 1990 | Hanna Olsson                    | Catrine och rättvisan                                                                           |                                         |
| 1991 | Johan Wopenka                   | Stora Mordboken                                                                                 |                                         |
| 1996 | Norman Mailer                   | En amerikansk gåta OT: Oswald's Tale                                                            | Oswalds Geschichte Herbig, München 1995 |
| 1997 | Dag Hedman                      | Prosaberättelser om brott på den svenska bokmarknaden 1885–1920                                 |                                         |
| 1999 | Per Lindeberg                   | Döden är en man                                                                                 |                                         |
| 2001 | Jan Broberg                     | Spänning och spioner                                                                            |                                         |
| 2004 | Karl G./ Lilian Fredriksson     | Från Kalle Blomqvist till internetdeckare                                                       |                                         |
| 2004 | Bo Lundin                       | Dexikon                                                                                         |                                         |
| 2006 | Lars Borgnäs                    | En iskall vind drog genom Sverige                                                               |                                         |
| 2007 | Christer Isaksson               | För ung att dö. En mördare och hans bödel                                                       |                                         |
| 2008 | Karl G. und Lilian Fredrisson   | Nåd och straff. Religiösa motiv i deckare och thrillers                                         |                                         |
| 2009 | Daniel Brodén                   | Folkhemmets skuggbilder. En kulturanalystik genrestudie av svensk kriminalfiktion i film och TV |                                         |
| 2010 | Jan Hemmel                      | Skånska mord                                                                                    |                                         |
| 2011 | Michael Tapper                  | Snuten i skymningslandet Svenska polisberättelser i roman och film 1965–2010                    |                                         |
| 2012 | Karl Berglund                   | Deckarboomen under lupp Statistiska perspektiv på svensk kriminallitteratur 1977–2010           |                                         |
| 2013 | Mattias Boström                 | Från Holmes till Sherlock                                                                       |                                         |
| 2017 | Karl Berglund                   | Död och dagishämtningar En kvantitativ analys det tidiga 200-talets svenska kriminallitteratur  |                                         |
| 2023 | Carina Burman                   | Deckardrottningar och pretendenter Om guldålderns deckarförfattarinnor                          |                                         |

### Auszeichnung für hervorragende Übersetzungen – Berömvärd översättargärnung
(unregelmäßige Verleihung)
| Jahr | Preisträger/-in                | u. a. Übersetzungen von                         |
| ---- | ------------------------------ | ----------------------------------------------- |
| 1975 | Mårten Edlund                  | Raymond Chandler, Ketil Bjørnstad               |
| 1976 | Sonja Bergvall                 | Agatha Christie, Dorothy L. Sayers              |
| 1977 | Roland Adlerberth              | Desmond Bagley, Michael Crichton                |
| 1981 | Kerstin Hallén                 | Georges Simenon, Denise Mina                    |
| 1988 | Pelle Fritz-Crone              | Eric Ambler, John Updike, Donald E. Westlake    |
| 1990 | Britt-Marie Bergström          | Ed McBain, Margaret Yorke                       |
| 1993 | Thomas Preis                   | James Ellroy, Frederick Forsyth                 |
| 2001 | Karl G. und Lilian Fredriksson | Patricia Cornwell, Ruth Rendell, Peter Robinson |
| 2009 | Ulla Danielsson                | Elisabeth George, Margaret Atwood               |
| 2009 | Jan Malmsjö                    | John F. Case, Thomas Harris                     |
| 2010 | Ulf Gyllenhak                  | James Ellroy, Stephen King, Dennis Lehane       |
| 2017 | Boel Unnerstad                 | Arthur Conan Doyle, Oscar Wilde, Denise Mina    |
| 2021 | John-Henri Holmberg            | Nova Science Fiction, Letter from Sweden        |

### Spezialpreis – Specialpris

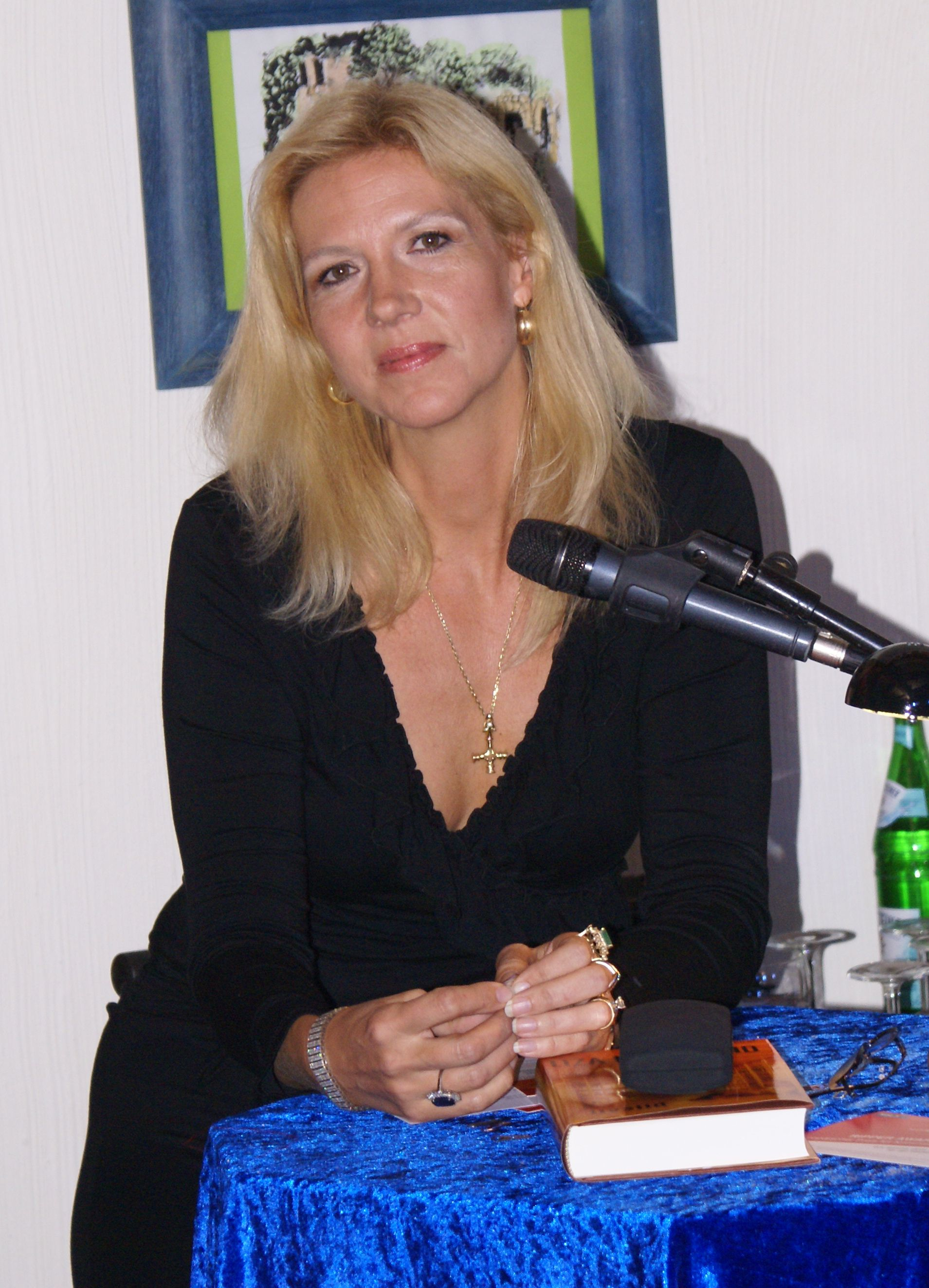
Liza Marklund (2008), Preisträgerin 2015

(unregelmäßige Verleihung)
| Jahr | Preisträger                                  | Anmerkungen                                                                                          |
| ---- | -------------------------------------------- | --- |
| 2003 | Bengt Eriksson                               | für sein Sachbuch Deckarhyllan. En personlig och initierad guide till kriminalgenren                 |
| 2006 | Bo Bennich-Björkman                          | Literaturwissenschaftler, in Anerkennung seines Lebenswerkes                                         |
| 2007 | Arne Dahl                                    | Schriftsteller, Kritiker und Literaturwissenschaftler                                                |
| 2008 | Kjell E Genberg                              | Schwedischer Kriminalautor, schrieb über 220 Bücher                                                  |
| 2012 | Jerker Eriksson und Håkan Axlander Sundquist | Schriftsteller, für ihre Trilogie Victoria Bergmans svaghet                                          |
| 2015 | Liza Marklund                                | Schwedische Kriminalautorin, mit ihrem bahnbrechenden Einsatz für die weiblichen Autoren in Schweden |